# Katoke
Katoke è una circoscrizione rurale (rural ward) della Tanzania situata nel distretto di Muleba, regione del Kagera. Conta una popolazione di 12 176 abitanti (censimento 2012).